# Bodo Ferl
Bodo Ferl (15 settembre 1959) è un bobbista tedesco.

## Biografia
Viene ricordato come vincitore di una medaglia d'argento nella sua disciplina, vittoria avvenuta ai campionati mondiali del 1985 (edizione tenutasi a Cervinia, Italia) insieme ai suoi connazionali Detlef Richter, Dietmar Jerke e Matthias Legler
Nell'edizione l'oro andò all'altra nazionale tedesca e il bronzo alla Svizzera. Ai mondiali del 1989 ottenne una medaglia di bronzo sempre nel bob a quattro.